# Ongkharak (huyện)
Ongkharak (tiếng Thái: องครักษ์) là một huyện (amphoe) ở phía tây của tỉnh Nakhon Nayok, miền trung Thái Lan. Đại học Srinakharinwirot có cơ sở Ongkharak ở huyện này.

## Địa lý
Các huyện giáp ranh (từ phía đông bắc theo chiều kim đồng hồ) là Ban Na và Mueang Nakhon Nayok của tỉnh Nakhon Nayok, Ban Sang của Prachinburi Province, Bang Nam Priao của Chachoengsao Province, Lam Luk Ka, Thanyaburi và Nong Suea của tỉnh Pathum Thani.
Nguồn nước chính ở đây là sông Nakhon Nayok và Khlong Rangsit.

## Hành chính
Huyện này được chia thành 11 phó huyện (tambon), các đơn vị này lại được chia ra thành 116 làng (muban). Thị trấn (thesaban tambon) Ongkharak nằm trên một phần của tambon Ongkharak và Sai Mun. Có 11 Tổ chức hành chính tambon.
| STT | Tên           | Tên tiếng Thái | Số làng | Dân số |  |
| --- | ------------- | -------------- | ------- | ------ |  |
| 1.  | Phra Achan    | พระอาจารย์      | 13      | 6.190  |  |
| 2.  | Bueng San     | บึงศาล          | 9       | 4.945  |  |
| 3.  | Sisa Krabue   | ศีรษะกระบือ      | 13      | 6.635  |  |
| 4.  | Pho Thaen     | โพธิ์แทน         | 9       | 4.330  |  |
| 5.  | Bang Sombun   | บางสมบูรณ์       | 13      | 3.659  |  |
| 6.  | Sai Mun       | ทรายมูล         | 11      | 5.166  |  |
| 7.  | Bang Pla Kot  | บางปลากด       | 11      | 6.578  |  |
| 8.  | Bang Luk Suea | บางลูกเสือ       | 12      | 3.708  |  |
| 9.  | Ongkharak     | องครักษ์         | 7       | 7.302  |  |
| 10. | Chumphon      | ชุมพล           | 8       | 4.733  |  |
| 11. | Khlong Yai    | คลองใหญ่        | 10      | 5.048  |  |